# Letiště Pardubice
Letiště Pardubice je vojenské letiště se statusem veřejného mezinárodního letiště.
Nachází se na jihozápadním okraji města Pardubice, v Pardubicích VI, v části Popkovice. Letiště dále částečně leží na území obce Staré Jesenčany, z části zasahuje i na území části Dražkovice v Pardubicích V a také do obcí Třebosice a Starý Mateřov. Spadá do katastrálních území Popkovice, Staré Jesenčany, Dražkovice, Třebosice a Starý Mateřov. Letiště je jižně od dostihového závodiště Velké pardubické.
Letištní terminál otevřený v roce 2017 se jmenuje podle českého průkopníka aviatiky Jana Kašpara.
Provozovatelem civilní části letiště je společnost East Bohemian Airport a.s. (EBA), jejímž vlastníkem je statutární město Pardubice (vlastní 66 % akcií) a Pardubický kraj (34 % akcií). Služby řízení letového provozu na letišti a v MCTR, záchranná a požární služba a meteo služba jsou civilním letadlům poskytovány vojenskými stanovišti. V roce 2023 odbavilo 123 tisíc cestujících.
Na letišti se každoročně koná letecký den Aviatická pouť.

## Historie
Letiště Pardubice vzniklo za první republiky, do roku 1995 sloužilo především k vojenským účelům.

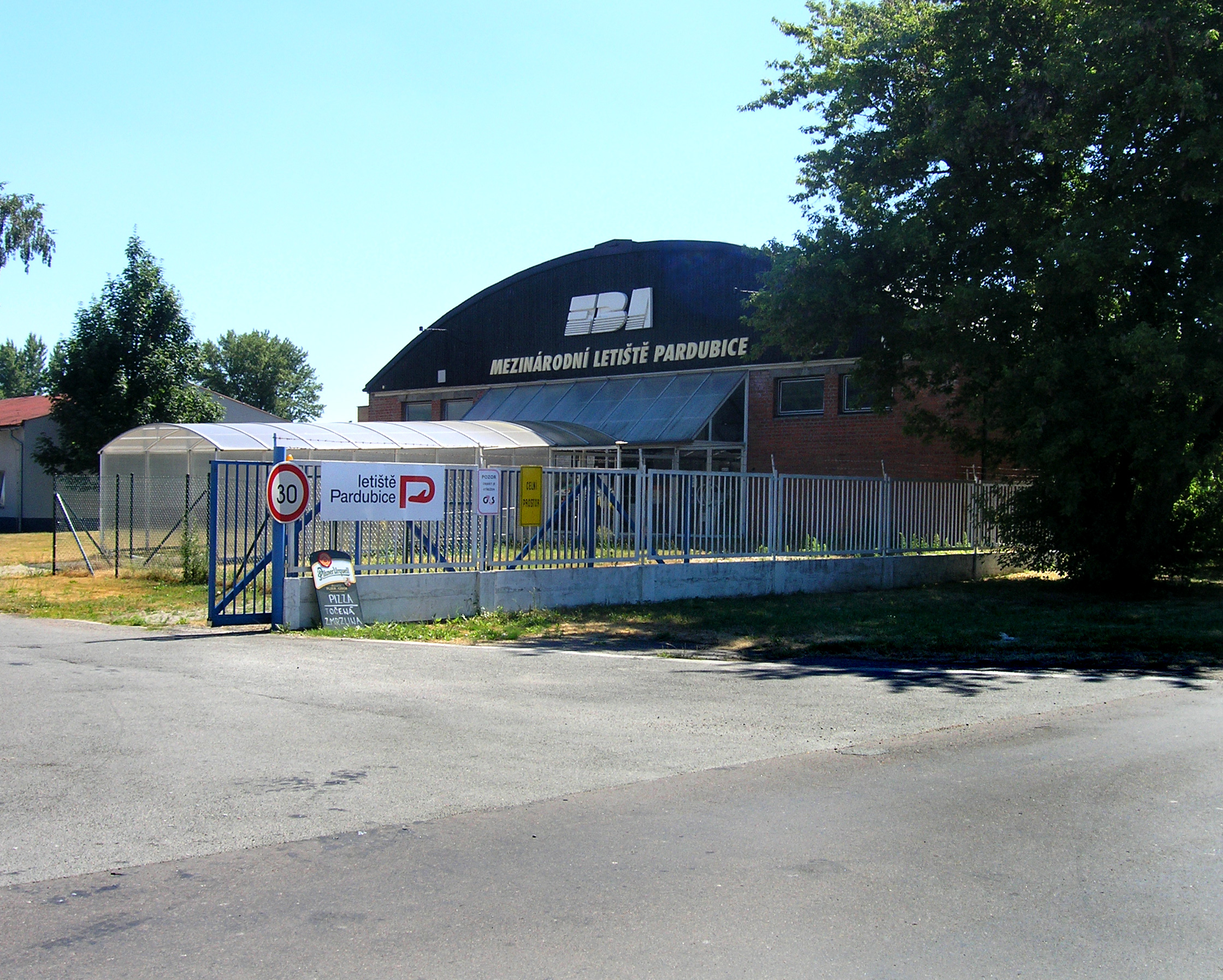
Nejstarší odbavovací budova letiště Pardubice, dnes slouží jako muzeum Ing. Jana Kašpara.

### Zahájení civilního provozu
Civilní provoz zahájila v roce 1995 série charterových letů společnost Fischer Air. Na těchto linkách operovaly dále společnosti ČSA, Travel Service, Karthago Airlines a Montenegro Airlines. Nejhustější provoz zaznamenává letiště tradičně vždy během Vánoc a kolem Nového roku a také během letní sezóny.
V roce 2006 byla zavedena ruskou společností Transaero první pravidelná linka na letiště Moskva-Domodědovo.

V roce 2008 se letiště poprvé v historii přiblížilo hranici 100 000 odbavených cestujících za rok, zejména díky rozvoji charterových letů do bulharských destinací Burgas a Varna, do egyptské Hurghady nebo na řecký Lesbos a Iraklio. Rozvíjel se také počet ruských turistů, ti v tu dobu létali ze tří moskevských letišť. Pro letní sezonu 2008 byla připravena zrekonstruovaná terminální budova „CH“, čímž došlo ke splnění schengenských požadavků.

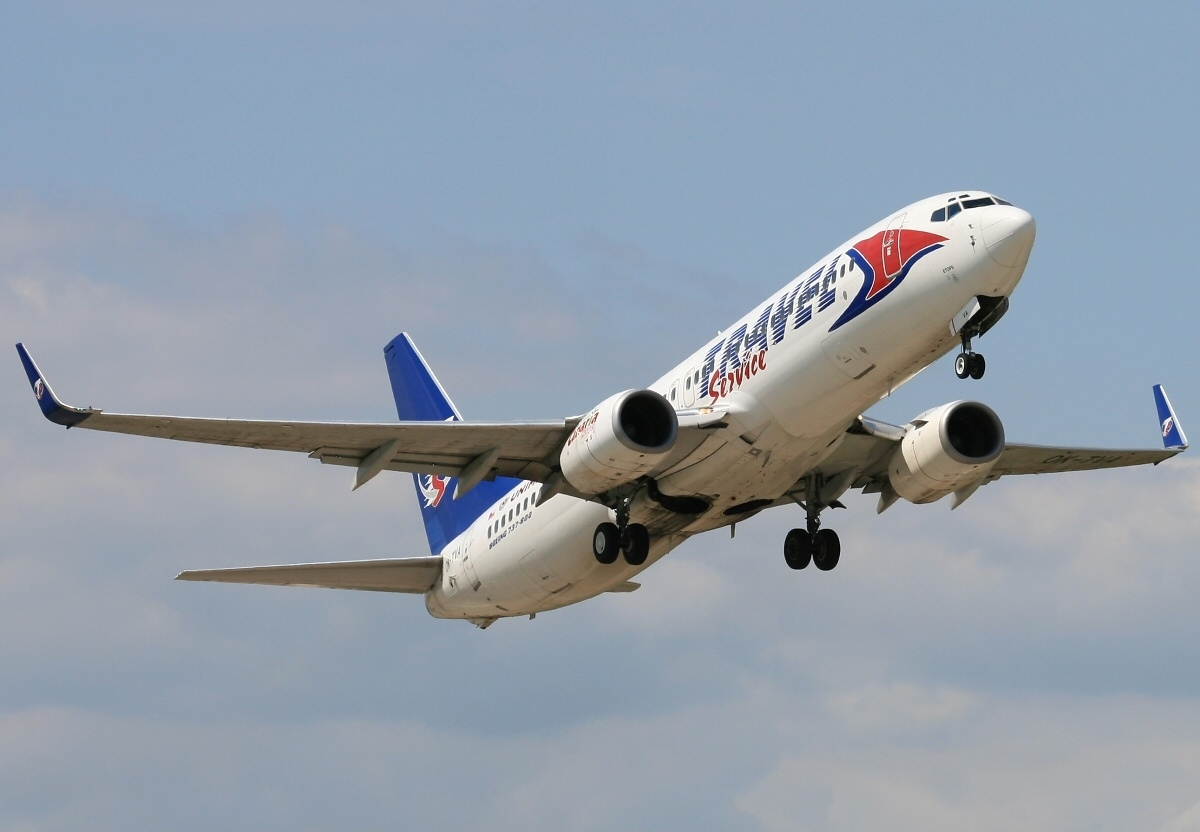
Boeing 737-800 společnosti Travel Service vzlétá z Pardubic

V roce 2012 letiště odbavilo 125 000 cestujících a překonalo tak například letiště Karlovy Vary.
Od května 2011 do poloviny roku 2012 proběhla rozsáhlá modernizace letištního prostoru. Byla rozšířena ranvej, pojezdové plochy, vybudovalo se palivové hospodářství a další úpravy.
Za rok 2013 se zde odbavil historicky největší počet cestujících, a to 184 140. Od tohoto roku dlouhodobě letiště ztrácelo cestující, také kvůli postupnému rušení linek do Ruska. Důvody rušení byly například poklesy ceny rublu, nová přísnější pravidla pro vydávání víz, Rusko–ukrajinská krize a obecné přesouvání linek a charterů z Pardubic do Prahy.
V současnosti[zdroj?][kdy?] Pardubickém letišti často probíhá výcvik posádek společnosti SmartWings, nejčastěji s letadly Boeing 737. V roce 2017 odsud poprvé začala létat nízkonákladová irská společnosti Ryanair, a to do Londýna.
Dne 10. října 2024 na letišti v Pardubicích poprvé přistál Boeing 747, a to nákladní verze společnosti Cargo Air Lines.

### Nový terminál
Mezi začátkem roku 2016 až podzimem 2017 proběhla výstavba nového terminálu Jana Kašpara s větší kapacitou. Cena výstavby byla 256 milionů Kč, investoři jsou Pardubický kraj (34 %) a město Pardubice (66 %). První odbavení cestující letěli 30. ledna do anglického Stanstedu.

## Letečtí dopravci a destinace

### Současní dopravci
Dopravci, kteří v roce létají z Pardubic (aktualizováno 23. března 2024):

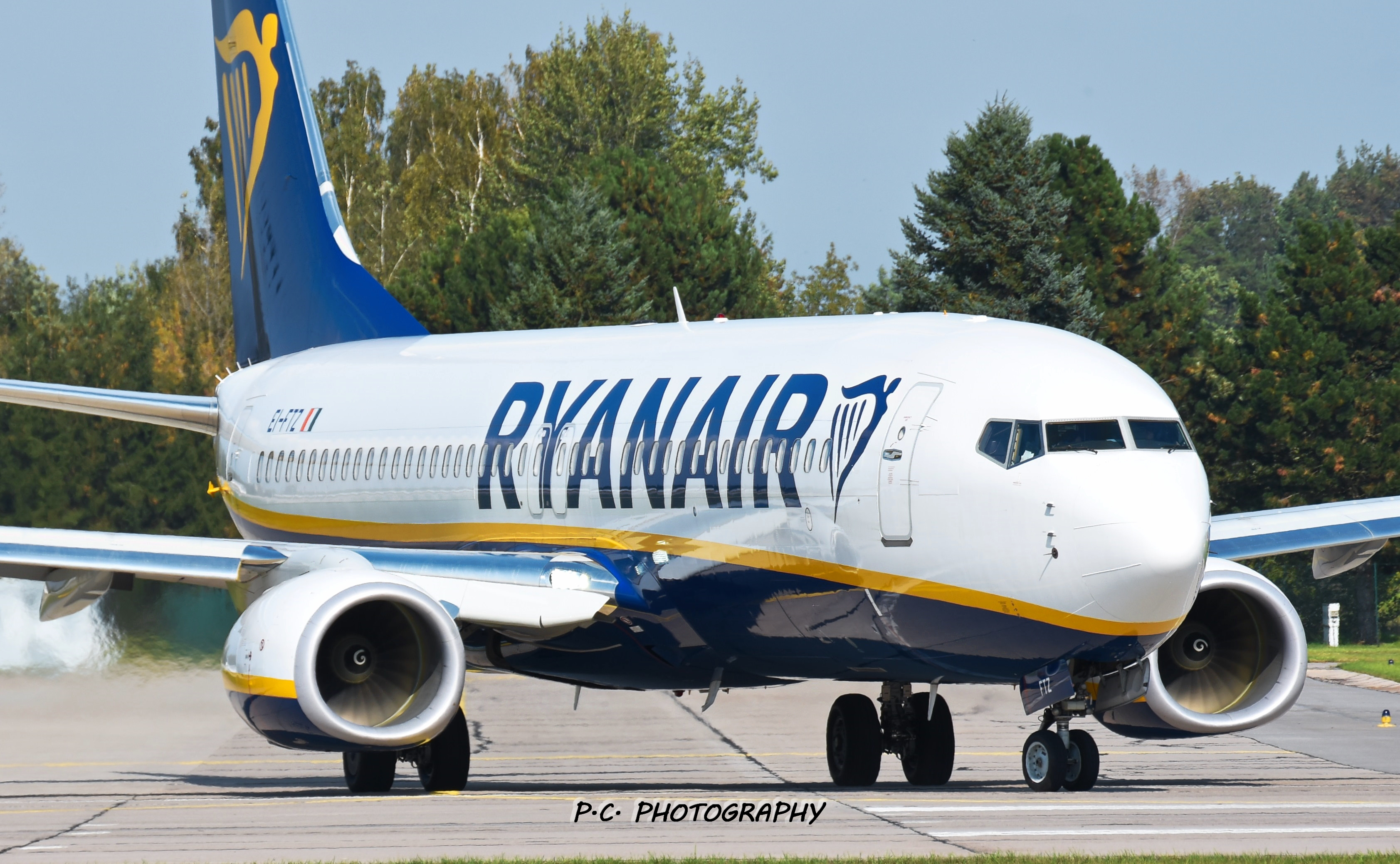
Boeing 737-800 dopravce Ryanair, který létá od září 2017 pravidelně do Londýna–Stanstedu

| Letecká společnost | Destinace  | Destinace                           | Frekvence týdně | Typ letadla                                   |
| ------------------ | ---------- | ----------------------------------- | --------------- | --------------------------------------------- |
| Air Montenegro     | Černá Hora | Podgorica (sezónní charter)         | 1               | Embraer 195                                   |
| Bulgaria air       | Bulharsko  | Burgas (sezónní charter)            | 1               | Embraer 190 / Airbus A319                     |
| Ryanair            | Španělsko  | Alicante                            | 2               | Boeing 737-800 / Boeing 737 MAX               |
| Ryanair            | Španělsko  | Girona (sezónně)                    | 2               | Boeing 737-800 / Boeing 737 MAX               |
| Smartwings         | Bulharsko  | Burgas (sezónní charter)            | 4               | Boeing 737-800 / Boeing 737 MAX               |
| Smartwings         | Egypt      | Hurghada (sezónní charter)          | 1               | Boeing 737-800 / Boeing 737 MAX               |
| Smartwings         | Egypt      | Marsa Alam (sezónní charter)        | 1               | Boeing 737-800 / Boeing 737 MAX               |
| Smartwings         | Itálie     | Lamezia Terme (sezónní charter)     | 1               | Boeing 737-800 / Boeing 737 MAX               |
| Smartwings         | Řecko      | Heraklion (sezónní charter)         | 3               | Airbus A320 / Boeing 737-800 / Boeing 737 MAX |
| Smartwings         | Řecko      | Korfu (sezónní charter)             | 1               | Boeing 737-800 / Boeing 737 MAX               |
| Smartwings         | Řecko      | Kos (sezónní charter)               | 1               | Boeing 737-800 / Boeing 737 MAX               |
| Smartwings         | Řecko      | Rhodos (sezónní charter)            | 3               | Boeing 737-800 / Boeing 737 MAX               |
| Smartwings         | Španělsko  | Palma de Mallorca (sezónní charter) | 1               | Boeing 737-800 / Boeing 737 MAX               |
| Smartwings         | Španělsko  | Reus (sezónní charter)              | 1               | Boeing 737-800 / Boeing 737 MAX               |
| Smartwings         | Tunisko    | Monastir (sezónní charter)          | 2               | Boeing 737-800 / Boeing 737 MAX               |
| Smartwings         | Turecko    | Antalya (sezónní charter)           | 5               | Boeing 737-800 / Boeing 737 MAX               |
| Smartwings         | Turecko    | Bodrum (sezónní charter)            | 1               | Boeing 737-800 / Boeing 737 MAX               |

### Nákladní dopravci
Nezanedbatelnou položkou v provozu letiště jsou i nákladní lety; poměrně častými hosty jsou v Pardubicích velkokapacitní transportní letadla Antonov An-124 Ruslan, který se zde poprvé objevil v roce 2005, či Iljušin Il-76.

### Bývalí dopravci

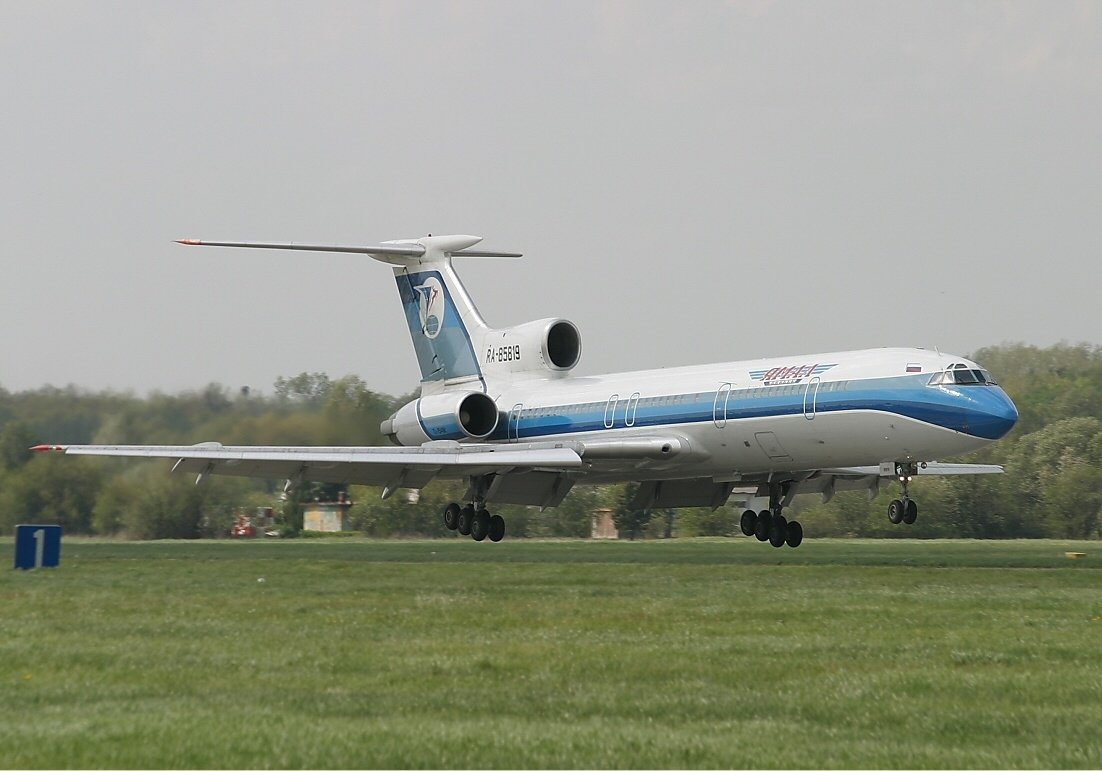
Na Pardubické letiště létala s Tupolevem Tu-154M z Moskvy letecká společnost Yamal Airlines

#### Pravidelní
Pravidelnou leteckou dopravu na Pardubickém letišti zahájila letecká společnost Transaero. Od roku 2006 sem létala až 8krát týdně z letiště Moskva–Domodědovo, pod označením UN361/UN362. V roce 2012 přidala také linku do Petrohradu , která létala až s 2 frekvencemi týdně, s označením UN461/462. Transaero několikrát zprovoznila linku do Jekatěrinburgu. Obě byly obsluhovány především Boeingy 737-500 a 737-300, příležitostně většími 737-400 a 737-800. Kapacity byly vytěžovány jak cestovními kancelářemi, tak aeroliniemi. Společnost také jednou na linku z Moskvy nasadila širokotrupý letoun Boeing 767-300ER, což byl největší osobní letoun, který kdy přistál na tomto letišti. Frekvence leteckého spojení do Moskvy ale byly postupně snižovány a na jaře roku 2015 byla linka naplno převedena do Prahy. Důvodem byl nedostatek pasažérů a zároveň fakt, že byly uvolněny smlouvy mezi ČR a Ruskem, kdy na letištích obou států mohl jednu linku obsluhovat pouze 1 ruský a 1 český dopravce. Linka do Petrohradu byla provozována jednou týdně až do samotného zániku společnosti v říjnu 2015. Poslední let UN461/462 dne 24. října byl zároveň posledním pravidelným letem společnosti s cestujícími do ČR vůbec.
Dne 10. června 2007 sem zahájila ruská aerolinie Rossiya Airlines charterovou linku z Petrohradu. Od 28. října téhož roku získala status pravidelná linka s částí sedačkové kapacity vyčleněné pro cestovní kanceláře a s částí pro individuální zájemce. Od ledna 2008 tato společnost na lince spolupracovala také s Českými aeroliniemi. V říjnu roku 2008 byly tyto linky ukončeny. Na lince létaly letouny Tupolev Tu-154M a Boeingy 737. Tato společnost létala do Pardubic z Petrohradu také pravidelné nedělní chartery na jaře 2017 svými Boeingy 737-800.
Pravidelné linky z Pardubic létala mezi roky 2011 až 2012 česká letecká společnost Czech Connect Airlines. Linka do Moskvy-Domodědova byla otevřena 25. června 2011 s frekvencí jednoho letu týdně. Obsluhoval ji jeden ze dvou letounů této společnosti, Boeing 737-300. Tyto linky skončily v roce 2012 při krachu společnosti.
Od 5. září 2017 do 2. července 2019 létala do Pardubic nízkonákladová společnost Ryanair třikrát týdně pravidelnou linku na letiště Londýn-Stansted. Od 26. března 2018 zahájila také sezónní linku do španělského Alicante s frekvencí dvou letů týdně. Dne 2. července 2019 společnost Ryanair na pardubickém letišti ukončila provoz své linky na letiště Londýn Stansted odůvodnila to nedostatkem vlastních letounů a problémy s typem Boeing 737 MAX.
Do letní sezóny 2018 odsud létala také společnost Smartwings (dříve Travel Service) do různých prázdninových destinací, jednou týdně například do bulharského Burgasu, či černohorské Podgorici svými Boeingy 737. Konec těchto linek byl odůvodněn nedostatek letounů kvůli problémům s typem Boeing 737 MAX.

#### Charteroví
Do roku 2006 sem létala pravidelné lety ruská společnost Atlant Soyuz, která byla nahrazena společností Transaero na lince do Moskvy. Od 8. června 2008 do 25. ledna 2009 sem také létala ruská společnost Yamal Airlines pravidelnou nedělní charterovou linku z Letiště Moskva-Domodědovo. Na lince létal běžně letoun Boeing 737-500 či Tupolev Tu-154M. Pravidelné nedělení chartery na pardubické letiště létala dále společnost Aeroflot-Nord z moskevského letiště Šeremeťjeva v letní sezóně 2008.

## Vojenský provoz

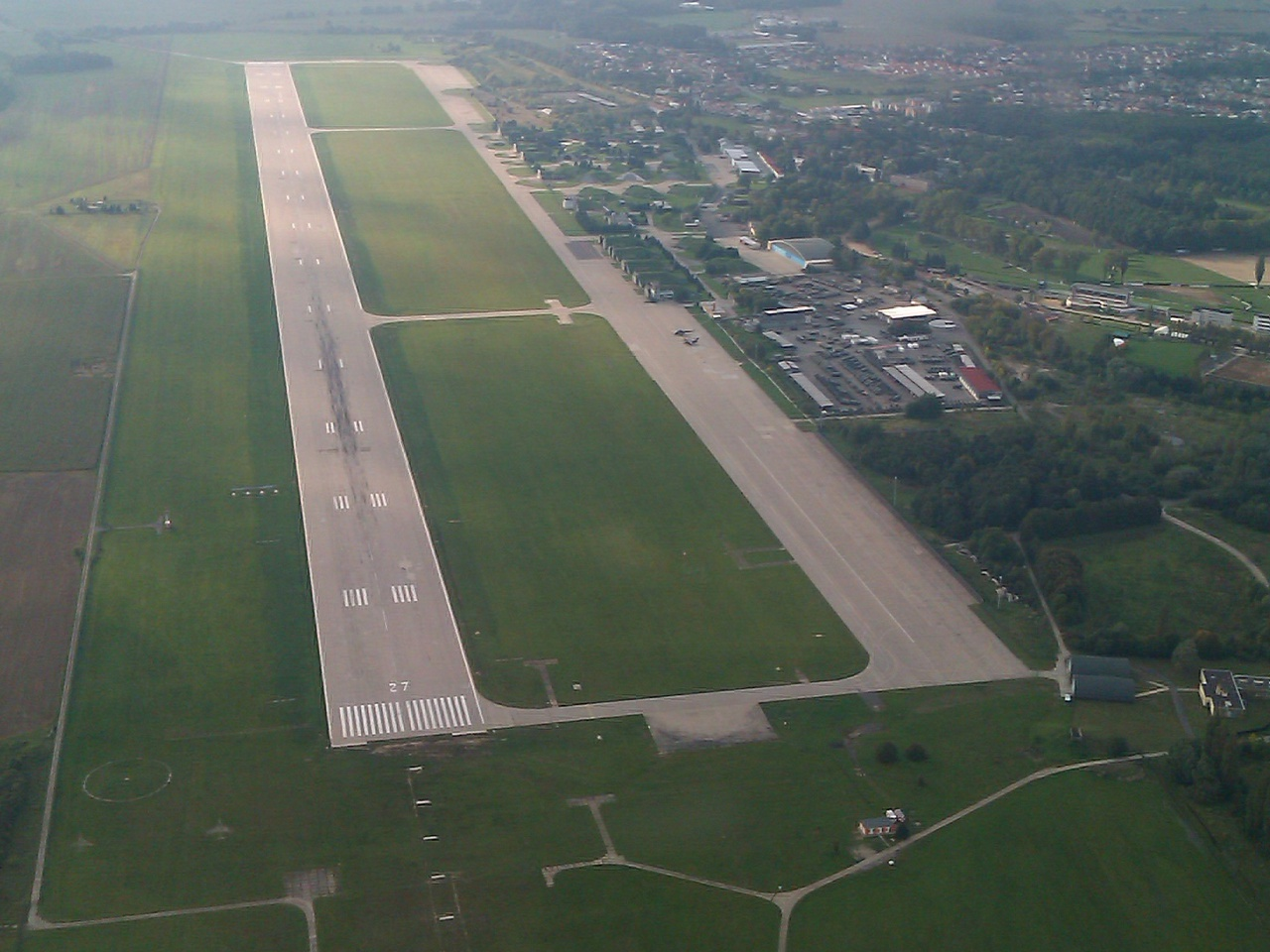
Letecký snímek letiště Pardubice v roce 2011 (ještě bez nového terminálu)

Letiště Pardubice slouží také jako záložní vojenské letiště. Provozovatelem vojenské části letiště je Správa letiště Pardubice. Ta také zajišťuje většinu služeb na letišti poskytovaných (letištní, radiotechnické, meteorologické a služby řízení letového provozu).
Od dubna 2004 na letišti probíhá letecký výcvik pilotů Vzdušných sil AČR, který zajišťuje Centrum leteckého výcviku. Výcvik probíhá na letounech L-39C, L-410 UVP, Z-142C-AF a vrtulnících Enstrom 480 a Mi-17.
Pravidelně na tomto letišti také běžně cvičí letka NATO s Boeingem E-3A Sentry nebo Vzdušné síly Armády České republiky.

## Statistiky

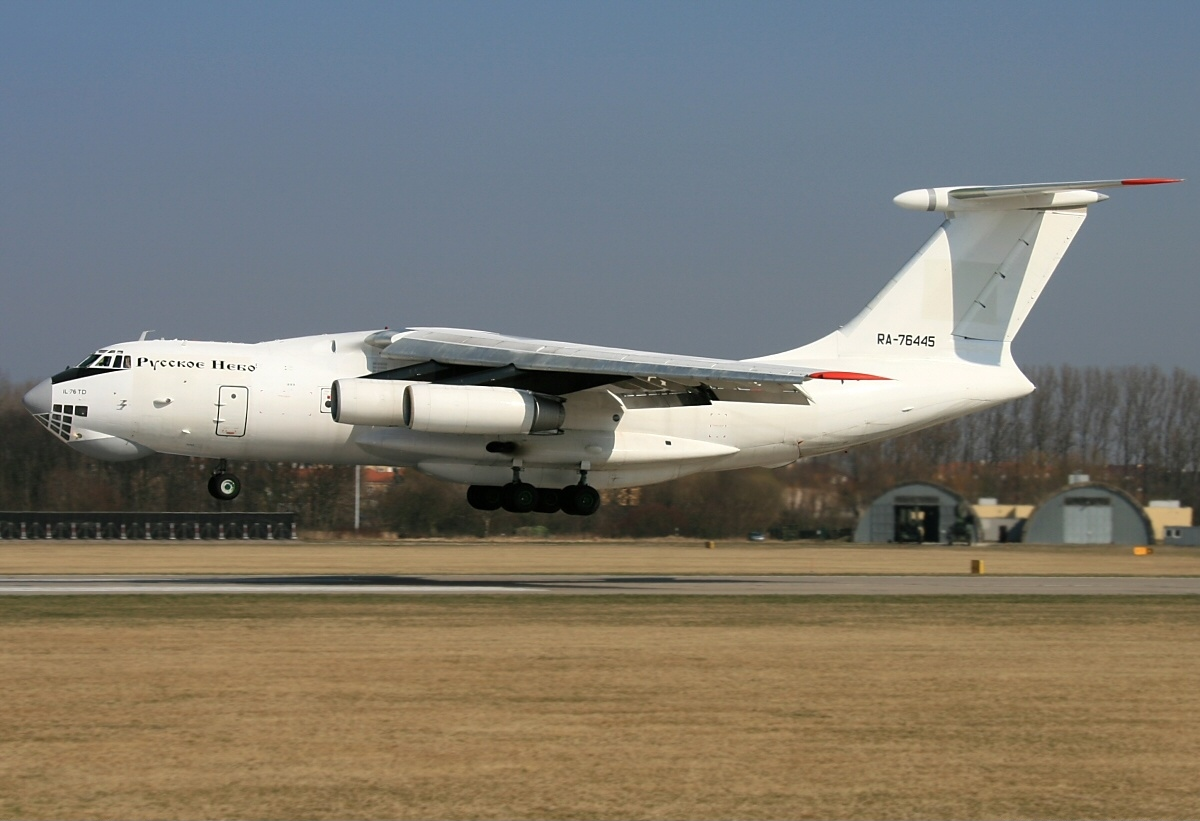
Nákladní letoun Iljušin Il-76TD přistávající na pardubickém letišti v roce 2013

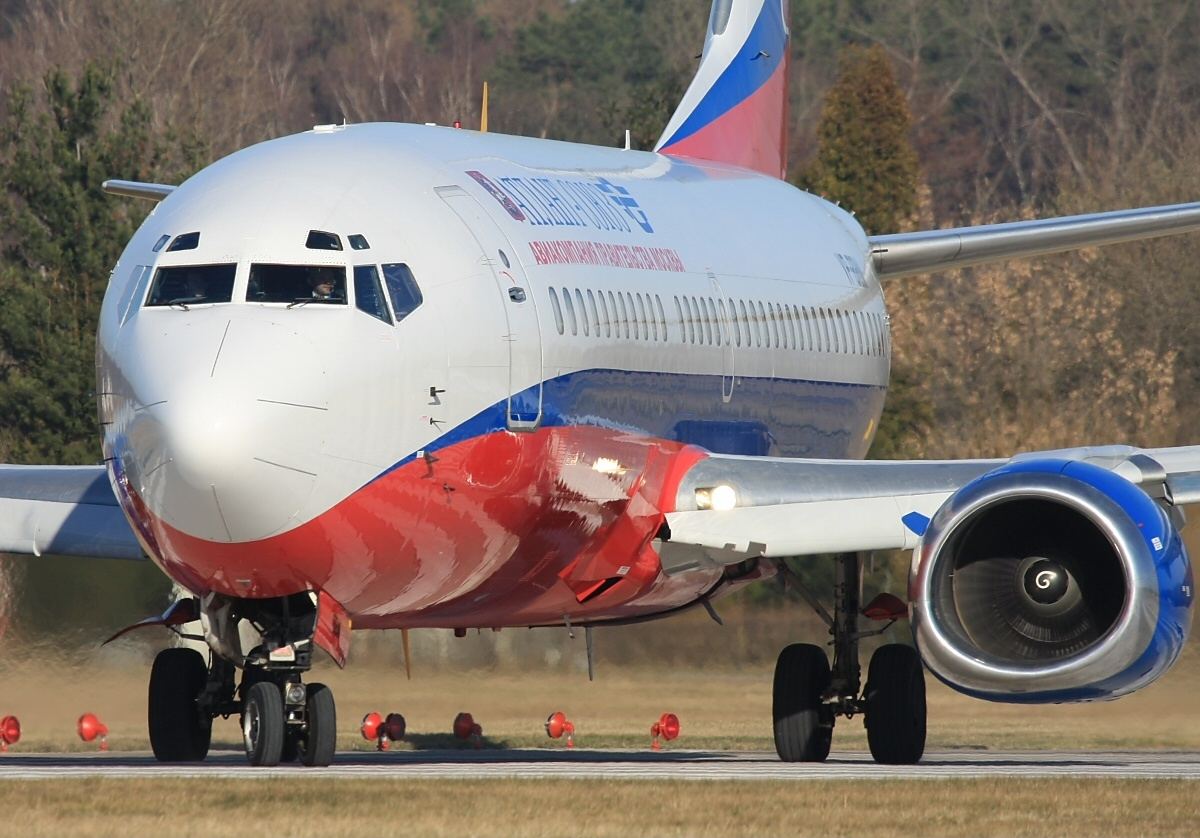
Boeing 737-347 společnosti Atlant-Soyuz Airlines, která v minulosti létala do Pardubic

### Počet přepravených pasažérů
Tabulka počtů přepravených civilních pasažérů:
| Rok  | Přepravení cestující | Změna   |
| ---- | -------------------- | ------- |
| 1995 | 3 137                | ?       |
| 1996 | ?                    | ?       |
| 1997 | ?                    | ?       |
| 1998 | ?                    | ?       |
| 1999 | ?                    | ?       |
| 2000 | 6 087                |         |
| 2001 | 1 814                | ▼ −70 % |
| 2002 | 3 862                | ▲ 112 % |
| 2003 | 28 397               | ▲ 635 % |
| 2004 | 46 999               | ▲ 66 %  |
| 2005 | 49 165               | ▲ 5 %   |
| 2006 | 71 500               | ▲ 45 %  |
| 2007 | 86 863               | ▲ 21 %  |
| 2008 | 93 700               | ▲ 8 %   |
| 2009 | 49 032               | ▼ −48 % |
| 2010 | 62 302               | ▲ 27 %  |
| 2011 | 65 246               | ▲ 5 %   |
| 2012 | 125 008              | ▲ 92 %  |
| 2013 | 184 140              | ▲ 47 %  |
| 2014 | 150 056              | ▼ −19 % |
| 2015 | 59 260               | ▼ −61 % |
| 2016 | 31 174               | ▼ −47 % |
| 2017 | 88 490               | ▲ 283 % |
| 2018 | 147 064              | ▲ 66 %  |
| 2019 | 102 206              | ▼ 31 %  |
| 2020 | 34 238               | ▼ 67 %  |
| 2021 | 80 796               | ▲ 138 % |
| 2022 | 82 891               | ▲ 3 %   |
| 2023 | 123 119              | ▲ 49 %  |
| 2024 | 200 205              | ▲ 63 %  |